# ハーフェンシティ

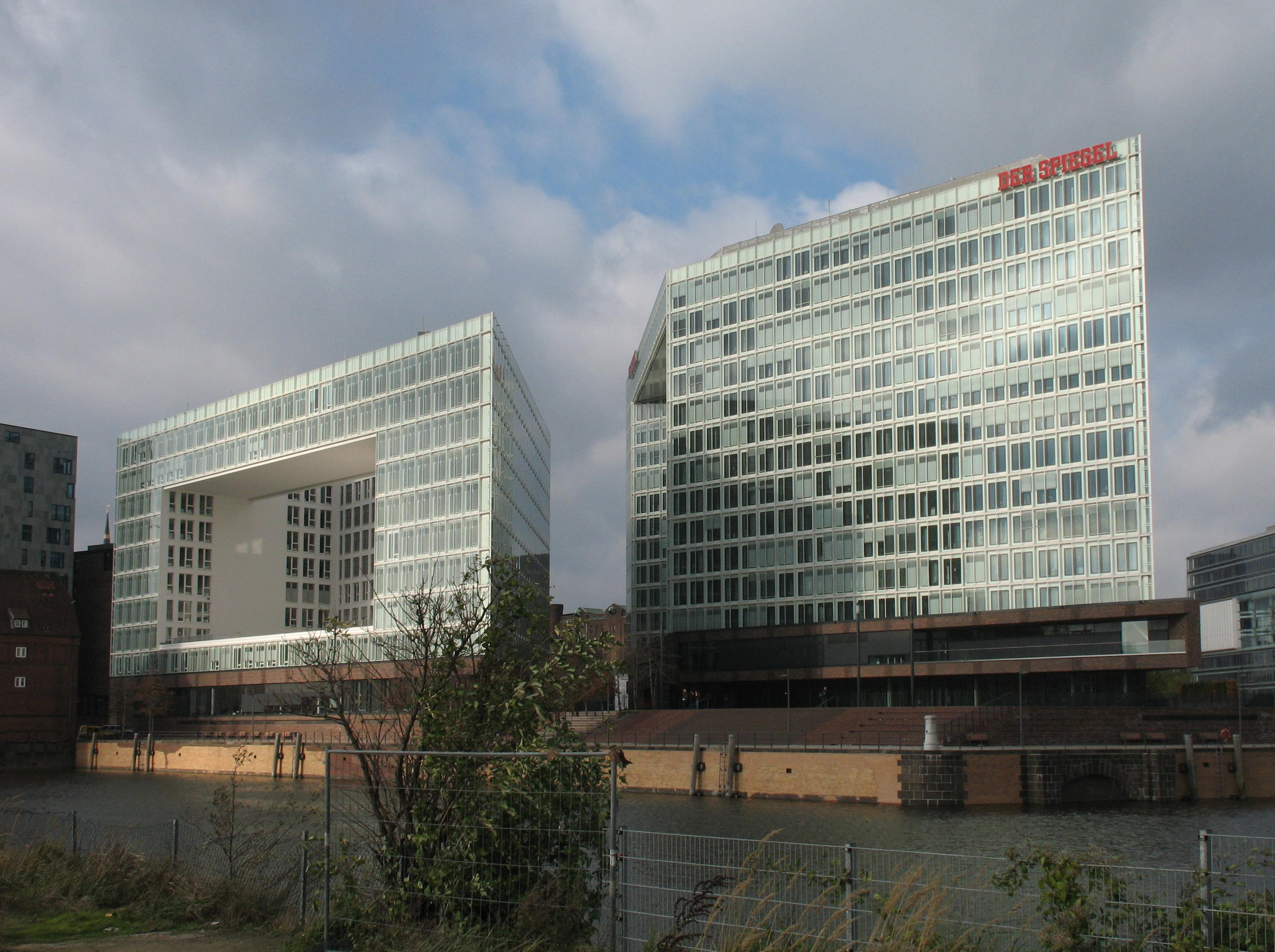
デア・シュピーゲル

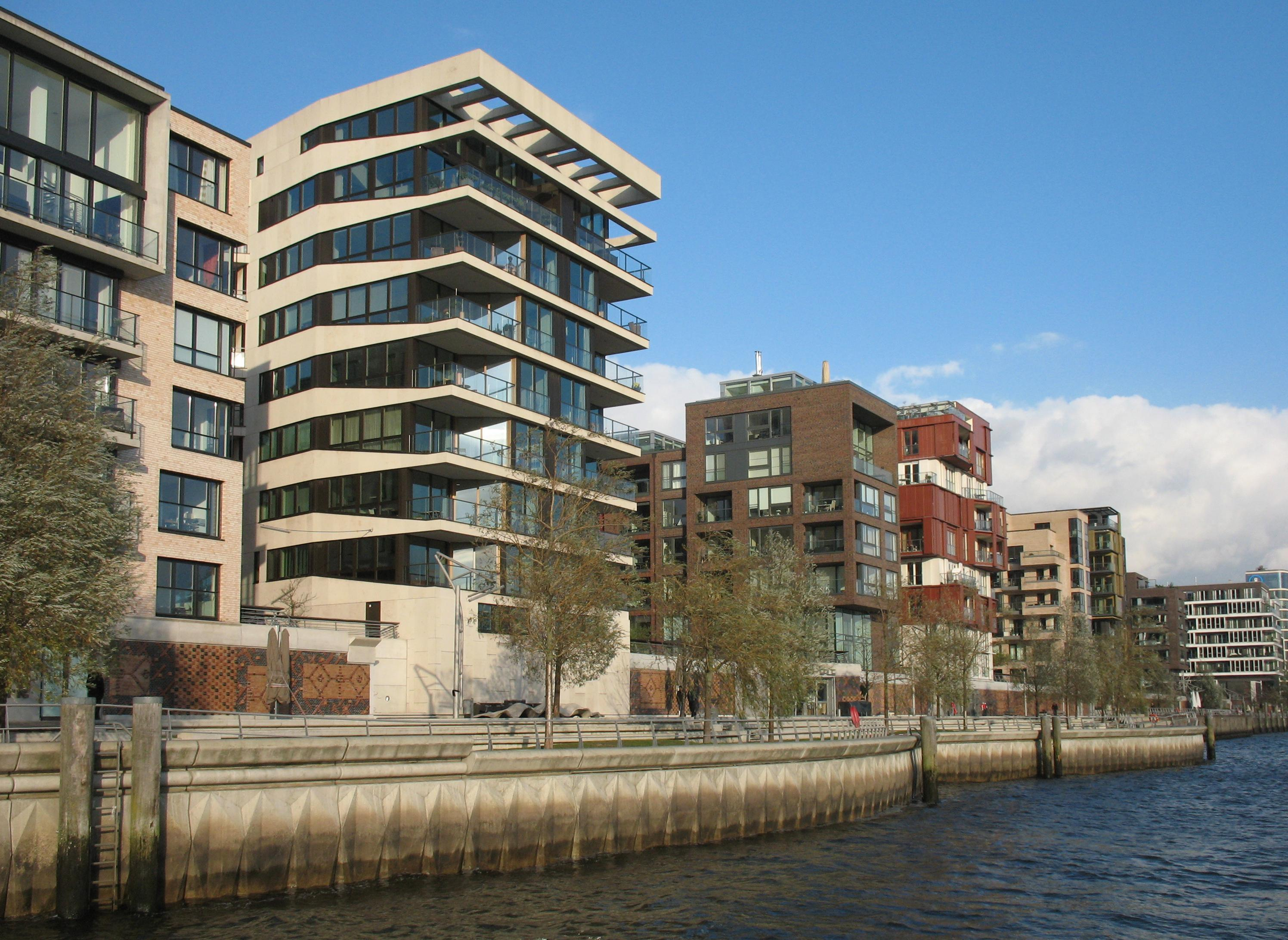
ダルマンカイ

ハーフェンシティ（HafenCity）は、ドイツ・ハンブルクのハンブルク＝ミッテ区にある地区。

## 概要
エルベ川北岸に位置している、かつての港湾地区であり、現在は欧州最大（2.2平方km）の再開発地区である。ユニリーバのハンブルク支社〈ユニリーバハウス〉、高層マンション〈マルコポーロタワー〉などがある。

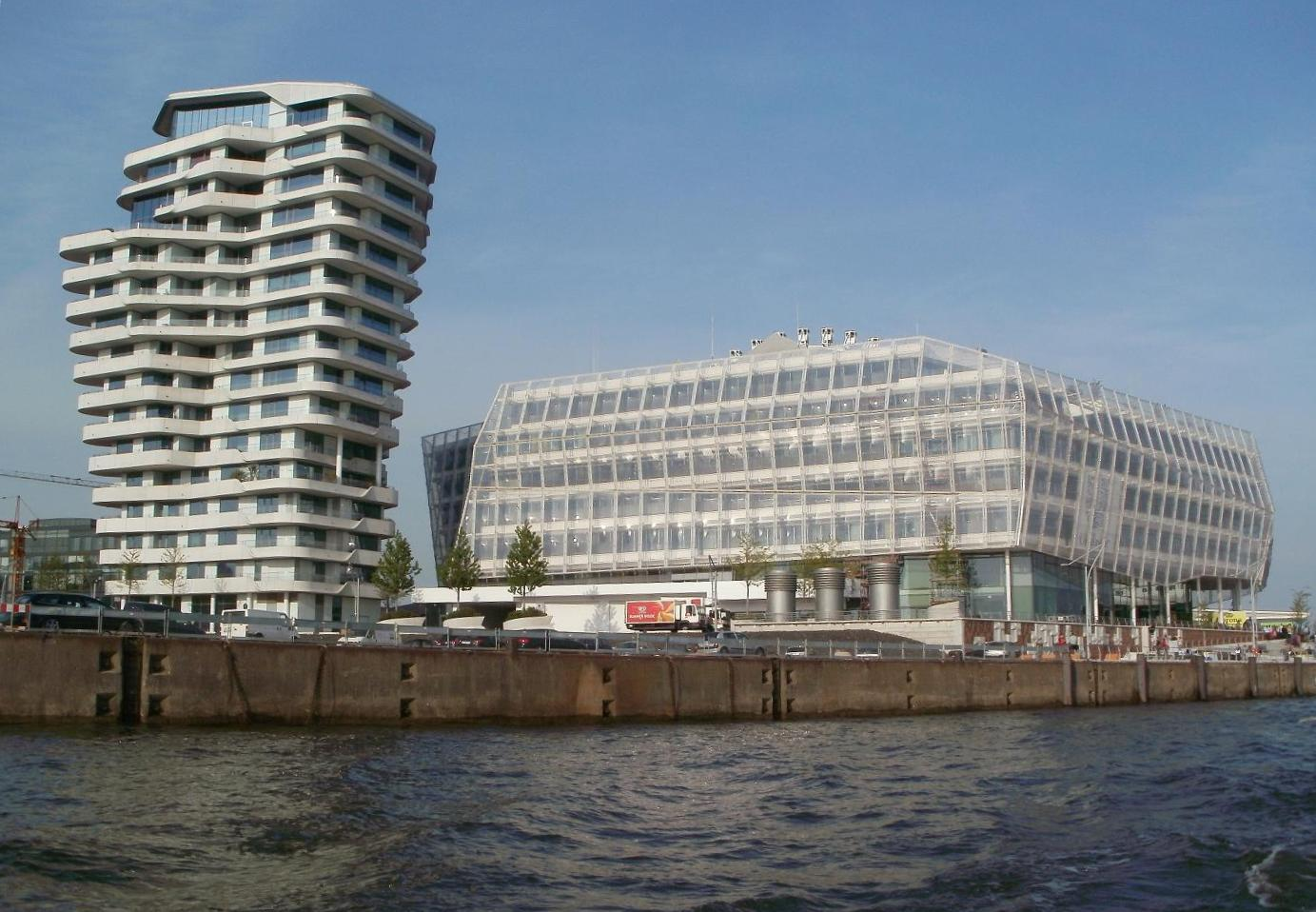
マルコポールタワーとユニリーバハウス

### 沿革
- 2008年3月：ハーフェンシティ（HafenCity）が独立した地区（Stadtteil）となる。

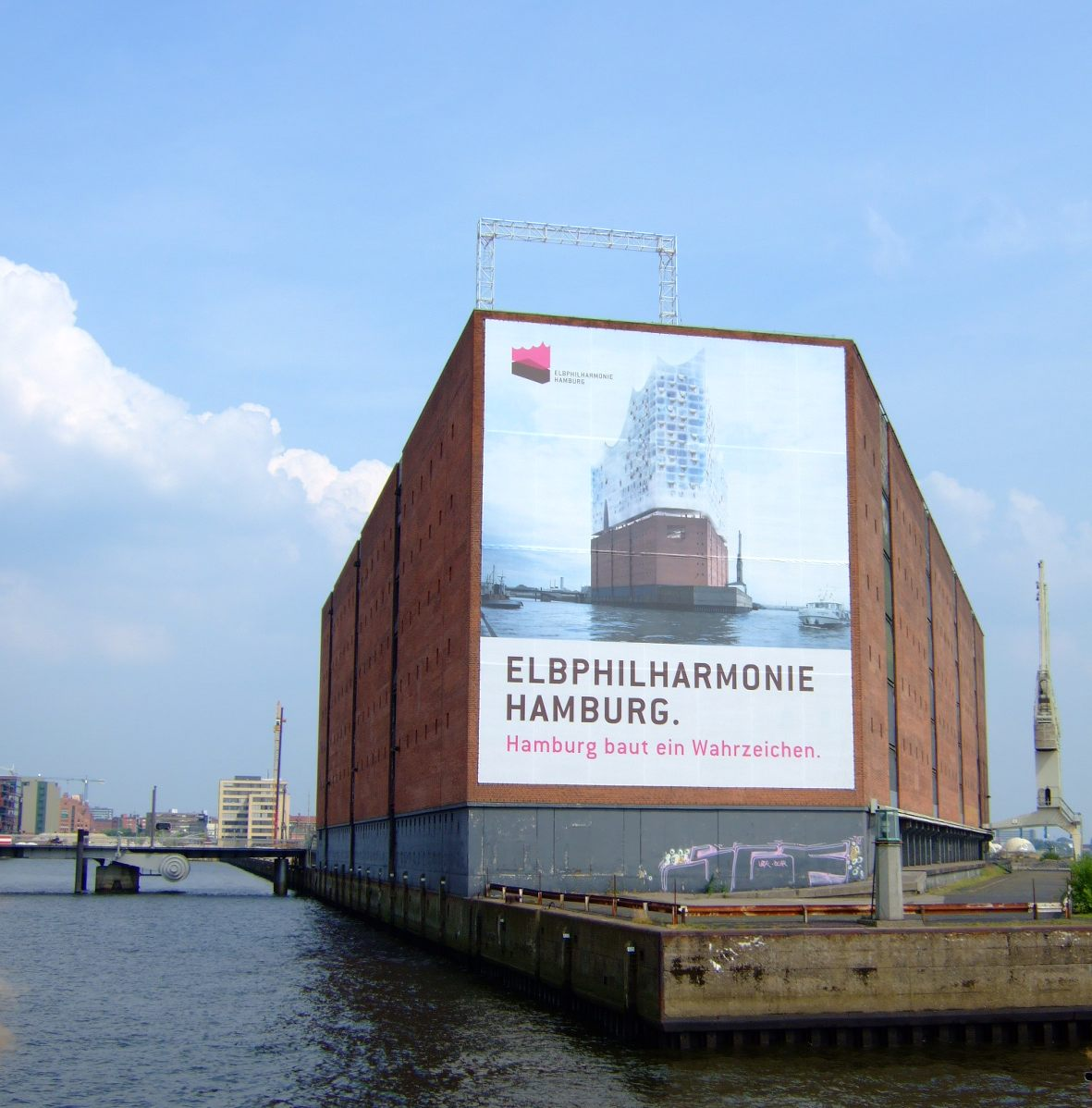
エルプフィルハーモニー建設の広告ポスターを掲げたカイスピヒャー A

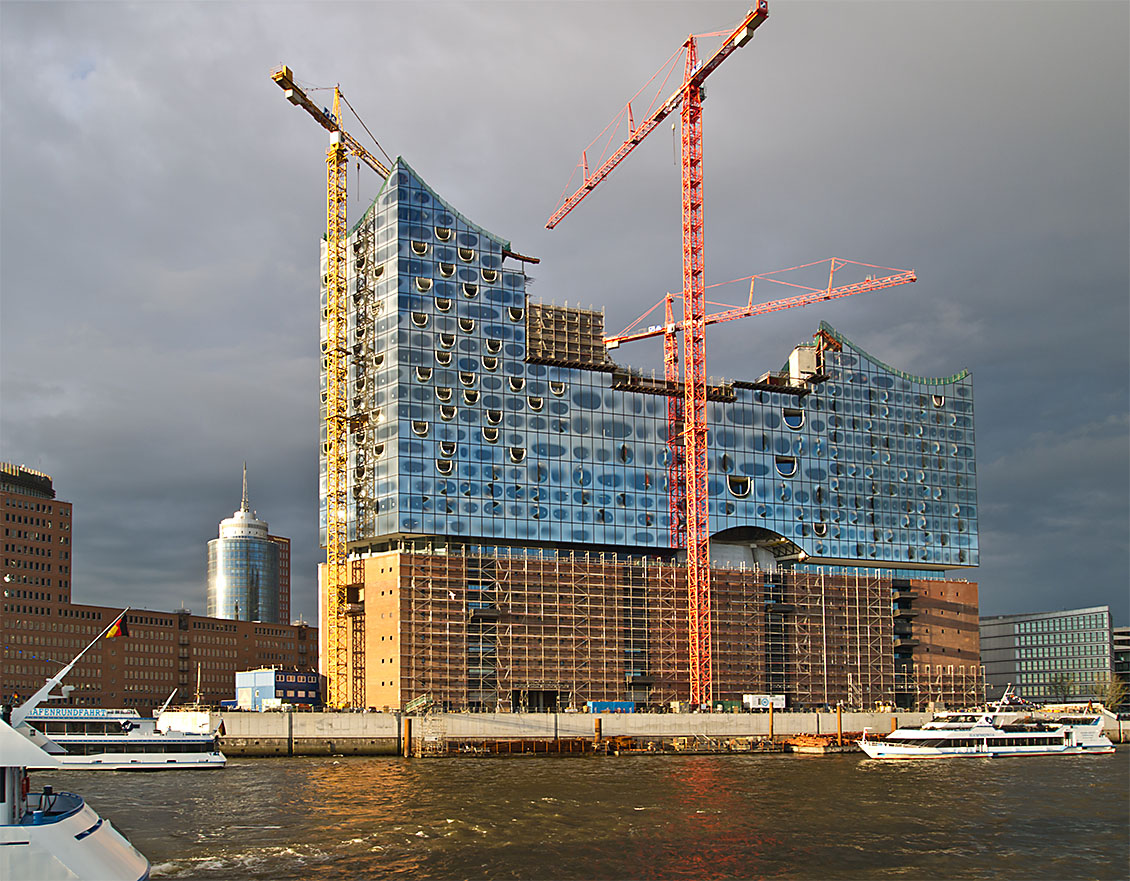
2013年5月、建設中のエルベ
フィルハーモニーホール

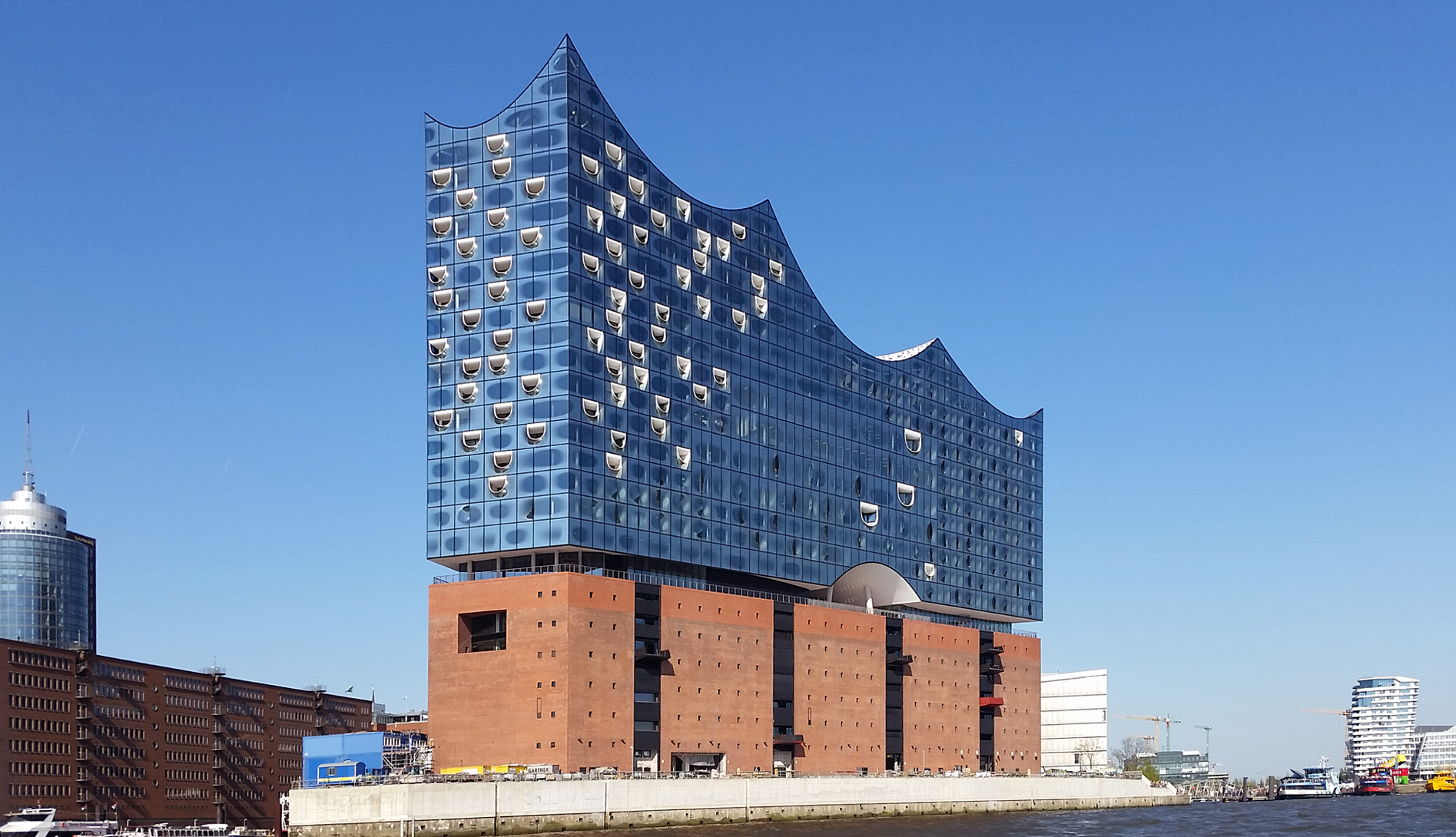
エルプフィルハーモニー・
ハンブルク